# Lijst van gemeenten in provincie Ourense

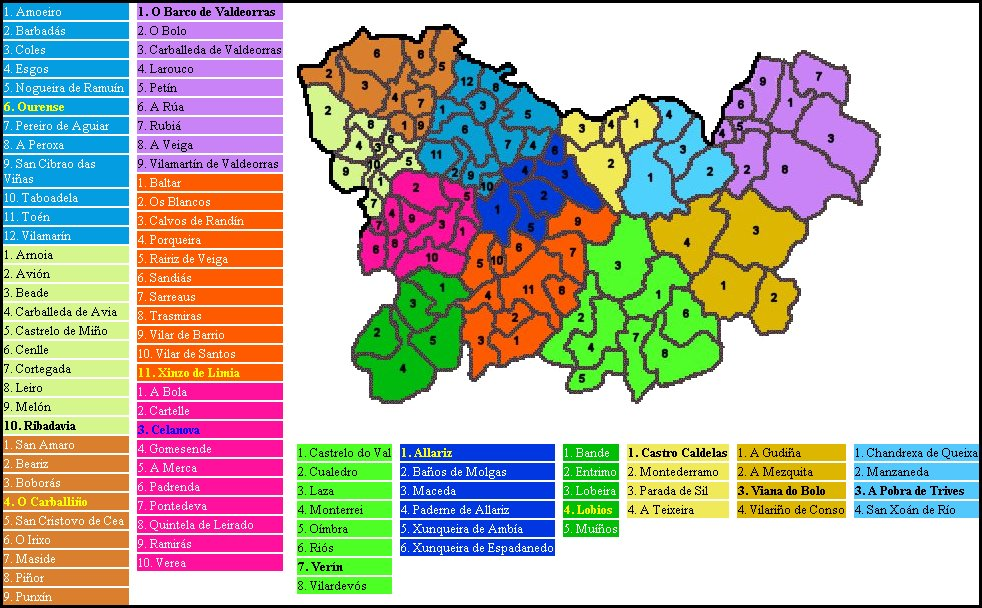
Gemeenten in Ourense

Een overzicht van gemeenten in de Spaanse provincie Ourense. In de eerste kolom staat het gemeentenummer, waarvan de eerste twee cijfers verwijzen naar de provincie met nummer 32000.
| ID     | Naam                     | Castiliaans               | Oppervlakte (km2) | Bevolkingsaantal (volkstelling 2011) | Dichtheid (inw/km) |
| ------ | ------------------------ | ------------------------- | ----------------- | ------------------------------------ | ------------------ |
| 32.003 | A Arnoia                 | Arnoya                    | 20,69             | 1051                                 | 50,80              |
| 32.014 | A Bola                   | La Bola                   | 34,90             | 1397                                 | 40,03              |
| 32.034 | A Gudiña                 | La Gudiña                 | 171,42            | 1466                                 | 8,55               |
| 32.001 | Allariz                  | Allariz                   | 85,96             | 6003                                 | 69,83              |
| 32.047 | A Merca                  | La Merca                  | 50,99             | 2203                                 | 43,20              |
| 32.048 | A Mezquita               | La Mezquita               | 104,26            | 1214                                 | 11,64              |
| 32.002 | Amoeiro                  | Amoeiro                   | 39,68             | 2292                                 | 57,76              |
| 32.059 | A Peroxa                 | La Peroja                 | 54,52             | 2096                                 | 38,44              |
| 32.063 | A Pobra de Trives        | Puebla de Trives          | 84,17             | 2396                                 | 28,47              |
| 32.072 | A Rúa                    | La Rúa (de Valdeorras)    | 35,91             | 4665                                 | 129,91             |
| 32.080 | A Teixeira               | La Teijeira               | 27,64             | 424                                  | 15,34              |
| 32.083 | A Veiga                  | La Vega                   | 290,49            | 1035                                 | 3,56               |
| 32.004 | Avión                    | Avion                     | 120,52            | 2371                                 | 19,67              |
| 32.005 | Baltar                   | Baltar                    | 93,99             | 1038                                 | 11,04              |
| 32.006 | Bande                    | Bande                     | 98,96             | 1956                                 | 19,77              |
| 32.007 | Baños de Molgas          | Banz                      | 67,64             | 1778                                 | 26,29              |
| 32.008 | Barbadás                 | Barbadás                  | 30,24             | 10.025                               | 331,51             |
| 32.010 | Beade                    | Beade                     | 6,40              | 498                                  | 77,81              |
| 32.011 | Beariz                   | Beariz                    | 55,97             | 1202                                 | 21,48              |
| 32.013 | Boborás                  | Boborás                   | 87,82             | 2832                                 | 32,25              |
| 32.016 | Calvos de Randín         | Calvos de Randín          | 97,87             | 1065                                 | 10,88              |
| 32.018 | Carballeda de Avia       | Carballeda de Avia        | 47,01             | 1485                                 | 31,59              |
| 32.017 | Carballeda de Valdeorras | Carballeda de Valdeorras  | 222,69            | 1744                                 | 7,83               |
| 32.020 | Cartelle                 | Cartelle                  | 94,29             | 3176                                 | 33,68              |
| 32.022 | Castrelo de Miño         | Castrelo de Miño          | 39,74             | 1755                                 | 44,16              |
| 32.021 | Castrelo do Val          | Castrelo del Valle        | 122,05            | 1160                                 | 9,50               |
| 32.023 | Castro Caldelas          | Castro                    | 87,61             | 1471                                 | 16,79              |
| 32.024 | Celanova                 | Celanova                  | 67,31             | 5781                                 | 85,89              |
| 32.025 | Cenlle                   | Cenlle                    | 29,03             | 1327                                 | 45,71              |
| 32.029 | Chandrexa de Queixa      | Chandreja de Queija       | 171,81            | 590                                  | 3,43               |
| 32.026 | Coles                    | Coles                     | 38,11             | 3157                                 | 82,84              |
| 32.027 | Cortegada                | Cortegada                 | 26,88             | 1280                                 | 47,62              |
| 32.028 | Cualedro                 | Cualedro                  | 117,62            | 1930                                 | 16,41              |
| 32.030 | Entrimo                  | Entrimo                   | 84,52             | 1361                                 | 16,10              |
| 32.031 | Esgos                    | Esgos                     | 37,79             | 1194                                 | 31,60              |
| 32.033 | Gomesende                | Gomesende                 | 28,32             | 915                                  | 32,31              |
| 32.038 | Larouco                  | Laroco                    | 23,69             | 532                                  | 22,46              |
| 32.039 | Laza                     | Laza                      | 215,91            | 1538                                 | 7,12               |
| 32.040 | Leiro                    | Leiro                     | 38,30             | 1760                                 | 45,95              |
| 32.041 | Lobeira                  | Lobera                    | 68,88             | 917                                  | 13,31              |
| 32.042 | Lobios                   | Lovios                    | 168,38            | 2097                                 | 12,45              |
| 32.043 | Maceda                   | Maceda                    | 101,93            | 3108                                 | 30,49              |
| 32.044 | Manzaneda                | Manzaneda                 | 114,59            | 1003                                 | 8,75               |
| 32.045 | Maside                   | Maside                    | 40,04             | 2984                                 | 74,53              |
| 32.046 | Melón                    | Melon                     | 53,22             | 1484                                 | 27,88              |
| 32.049 | Montederramo             | Montederramo              | 135,57            | 900                                  | 6,64               |
| 32.050 | Monterrei                | Monterrey                 | 119,11            | 2917                                 | 24,49              |
| 32.051 | Muíños                   | Muíños                    | 109,56            | 1736                                 | 15,85              |
| 32.052 | Nogueira de Ramuín       | Nogueira de Ramuín        | 98,31             | 2337                                 | 23,77              |
| 32.009 | O Barco de Valdeorras    | El Barco de Valdeorras    | 85,69             | 14.037                               | 163,81             |
| 32.015 | O Bolo                   | El Bollo                  | 91,17             | 1080                                 | 11,85              |
| 32.019 | O Carballiño             | Carballino                | 54,38             | 14.103                               | 259,34             |
| 32.053 | Oímbra                   | Oimbra                    | 71,86             | 1969                                 | 27,40              |
| 32.035 | O Irixo                  | Irijo                     | 121,05            | 1670                                 | 13,80              |
| 32.058 | O Pereiro de Aguiar      | Pereiro                   | 60,89             | 6261                                 | 102,82             |
| 32.012 | Os Blancos               | Blancos                   | 47,56             | 998                                  | 20,98              |
| 32.054 | Ourense                  | Orense                    | 84,55             | 107.314                              | 1269,24            |
| 32.055 | Paderne de Allariz       | Paderne                   | 38,76             | 1588                                 | 40,97              |
| 32.056 | Padrenda                 | Padrenda                  | 57,04             | 2169                                 | 38,03              |
| 32.057 | Parada de Sil            | Parada                    | 62,43             | 646                                  | 10,35              |
| 32.060 | Petín                    | Petin                     | 30,48             | 983                                  | 32,25              |
| 32.061 | Piñor                    | Pinz                      | 52,69             | 1328                                 | 25,20              |
| 32.064 | Pontedeva                | Puentedeva                | 9,86              | 645                                  | 65,42              |
| 32.062 | Porqueira                | Porquera                  | 43,40             | 997                                  | 22,97              |
| 32.065 | Punxín                   | Pungín                    | 17,08             | 799                                  | 46,78              |
| 32.066 | Quintela de Leirado      | Quintela                  | 31,26             | 717                                  | 22,94              |
| 32.067 | Rairiz de Veiga          | Rairiz                    | 72,11             | 1591                                 | 22,06              |
| 32.068 | Ramirás                  | Ramiranes                 | 40,66             | 1814                                 | 44,61              |
| 32.069 | Ribadavia                | Ribadavia                 | 25,16             | 5318                                 | 211,37             |
| 32.071 | Riós                     | Rios                      | 114,44            | 1800                                 | 15,73              |
| 32.073 | Rubiá                    | Rubiana                   | 100,67            | 1557                                 | 15,47              |
| 32.074 | San Amaro                | San Amaro                 | 28,95             | 1235                                 | 42,66              |
| 32.075 | San Cibrao das Viñas     | San Ciprián de Viñas      | 39,48             | 4689                                 | 118,77             |
| 32.076 | San Cristovo de Cea      | San Cristóbal de Cea      | 94,44             | 2554                                 | 27,04              |
| 32.077 | Sandiás                  | Sandianes                 | 52,83             | 1344                                 | 25,44              |
| 32.070 | San Xoán de Río          | (San Juan del) Río        | 61,14             | 692                                  | 11,32              |
| 32.078 | Sarreaus                 | Sarreaus                  | 77,29             | 1408                                 | 18,22              |
| 32.079 | Taboadela                | Taboadela                 | 25,19             | 1638                                 | 65,03              |
| 32.081 | Toén                     | Toen                      | 58,29             | 2558                                 | 43,88              |
| 32.082 | Trasmiras                | Trasmiras                 | 56,74             | 1528                                 | 26,93              |
| 32.084 | Verea                    | Verea                     | 94,23             | 1159                                 | 12,30              |
| 32.085 | Verín                    | Verin                     | 94,07             | 14.466                               | 153,78             |
| 32.086 | Viana do Bolo            | Viana del Bollo           | 270,41            | 3189                                 | 11,79              |
| 32.087 | Vilamarín                | Villamarín                | 56,09             | 2125                                 | 37,89              |
| 32.088 | Vilamartín de Valdeorras | Villamartín de Valdeorras | 88,26             | 1972                                 | 22,34              |
| 32.089 | Vilar de Barrio          | Villar de Barrio          | 106,74            | 1572                                 | 14,73              |
| 32.090 | Vilar de Santos          | Villar de Santos          | 20,70             | 921                                  | 44,49              |
| 32.091 | Vilardevós               | Villardevós               | 152,13            | 2118                                 | 13,92              |
| 32.092 | Vilariño de Conso        | Villarino de Conso        | 200,23            | 638                                  | 3,19               |
| 32.032 | Xinzo de Limia           | Ginzo de Limia            | 132,67            | 10.311                               | 77,72              |
| 32.036 | Xunqueira de Ambía       | Junquera de Ambía         | 60,21             | 1657                                 | 27,52              |
| 32.037 | Xunqueira de Espadanedo  | Junquera de Espadañedo    | 27,65             | 891                                  | 33,22              |